# Temporada de Fórmula 3000 de 1985
A Temporada de Fórmula 3000 de 1985 foi a primeira realizada na história da categoria. O campeão foi o alemão Christian Danner, da BS Automotive, e tendo como vice-campeão o neozelandês Mike Thackwell, da Ralt Racing.
Realizado entre 24 de março à 22 de setembro de 1985, o campeonato iniciou-se com o GP de Silverstone, e encerrando com a etapa de Donington Park, também na Inglaterra. 
Apenas o GP de Nürburgring, que seria a quarta etapa da temporada, foi cancelado em decorrência da neve.

## Equipes e pilotos
| Equipe              | Chassi        | Motor    | Número do carro | Piloto                       | Corridas disputadas |
| ------------------- | ------------- | -------- | --------------- | ---------------------------- | ------------------- |
| Ralt Racing Ltd.    | Ralt RT20     | Cosworth | 1               | Mike Thackwell               | Todas               |
| Ralt Racing Ltd.    | Ralt RT20     | Cosworth | 2               | John Nielsen                 | Todas               |
| Equipe Oreca        | March 85B     | Cosworth | 3               | Michel Ferté                 | Todas               |
| Equipe Oreca        | March 85B     | Cosworth | 4               | Fritz Glatz (Pierre Chauvet) | 1, 10               |
| Equipe Oreca        | March 85B     | Cosworth | 4               | Olivier Grouillard           | 2-9                 |
| Equipe Oreca        | March 85B     | Cosworth | 4               | Pascal Fabre                 | 11                  |
| Equipe Oreca        | March 85B     | Cosworth | 35              | Alain Ferté                  | 11                  |
| AGS                 | AGS JH20      | Cosworth | 5               | Philippe Streiff             | Todas               |
| BS Automotive       | March 85B     | Cosworth | 7               | Tomas Kaiser                 | 1-4, 8-11           |
| BS Automotive       | March 85B     | Cosworth | 7               | Jean-Philippe Grand          | 5-6                 |
| BS Automotive       | March 85B     | Cosworth | 7               | Philippe Alliot              | 7                   |
| BS Automotive       | March 85B     | Cosworth | 8               | Christian Danner             | Todas               |
| Onyx                | March 85B     | Cosworth | 9               | Emanuele Pirro               | Todas               |
| Onyx                | March 85B     | Cosworth | 10              | Johnny Dumfries              | 1-4                 |
| Onyx                | March 85B     | Cosworth | 10              | Mario Hytten                 | 5-11                |
| Sanremo Racing      | March 85B     | Cosworth | 13              | Gabriele Tarquini            | Todas               |
| Sanremo Racing      | March 85B     | Cosworth | 14              | Alessandro Santin            | 1-4, 8-11           |
| Sanremo Racing      | March 85B     | Cosworth | 14              | Ivan Capelli                 | 5                   |
| Sanremo Racing      | March 85B     | Cosworth | 14              | Aldo Bertuzzi                | 7                   |
| Sanremo Racing      | March 85B     | Cosworth | 33              | Roberto Del Castello         | 2-4                 |
| Sanremo Racing      | March 85B     | Cosworth | 33              | Guido Daccò                  | 5-11                |
| Lola Motorsport     | Lola T950     | Cosworth | 15              | Alain Ferté                  | 1-4                 |
| Lola Motorsport     | Lola T950     | Cosworth | 15              | Johnny Dumfries              | 6-7                 |
| Lola Motorsport     | Lola T950     | Cosworth | 15              | Philippe Streiff             | 8                   |
| Lola Motorsport     | Lola T950     | Cosworth | 15              | James Weaver                 | 9-10                |
| Lola Motorsport     | Lola T950     | Cosworth | 15              | Val Musetti                  | 11                  |
| Lola Motorsport     | Lola T950     | Cosworth | 16              | Mario Hytten                 | 1                   |
| Lola Motorsport     | Lola T950     | Cosworth | 16              | Fulvio Ballabio              | 11                  |
| PMC Motorsport      | Williams FW08 | Cosworth | 17              | Thierry Tassin               | 1-2                 |
| PMC Motorsport      | Williams FW08 | Cosworth | 18              | Lamberto Leoni               | 1-2, 4-7            |
| Barron Racing       | Tyrrell 012   | Cosworth | 19              | Claudio Langes               | 1-2                 |
| Barron Racing       | Tyrrell 012   | Cosworth | 20              | Roberto Moreno               | 1-4                 |
| Corbari Italia      | Lola T950     | Cosworth | 21              | Juan Manuel Fangio II        | 2-6                 |
| Corbari Italia      | Lola T950     | Cosworth | 22              | Mario Hytten                 | 2-4                 |
| Corbari Italia      | March 85B     | Cosworth | 21              | Juan Manuel Fangio II        | 7-8                 |
| Corbari Italia      | March 85B     | Cosworth | 21              | Max Busslinger               | 9-10                |
| Corbari Italia      | March 85B     | Cosworth | 21              | Stefano Livio                | 11                  |
| Corbari Italia      | March 85B     | Cosworth | 22              | Alain Ferté                  | 5-7                 |
| Corbari Italia      | March 85B     | Cosworth | 22              | Lamberto Leoni               | 8-11                |
| Ekström Racing      | March 85B     | Cosworth | 23              | Eric Lang                    | 2, 11               |
| Eddie Jordan Racing | March 85B     | Cosworth | 25              | Thierry Tassin               | 3, 6-7, 9-11        |
| Roger Cowman        | Arrows A6     | Cosworth | 26              | Slim Borgudd                 | 2, 4, 6, 11         |
| Genoa Racing        | March 85B     | Cosworth | 34              | Ivan Capelli                 | 4, 6-11             |

## Corridas
| Corrida | Pista             | Dia da corrida | Número de voltas        | Distância               | Tempo de corrida        | Velocidade média        | Pole Position           | Volta Mais Rápida       | Piloto Vencedor         |
| ------- | ----------------- | -------------- | ----------------------- | ----------------------- | ----------------------- | ----------------------- | ----------------------- | ----------------------- | ----------------------- |
| 1       | Silverstone       | 24 de março    | 44                      | 207.64 km               | 1'07:41.01              | 183.976 km/h            | Michel Ferté            | John Nielsen            | Mike Thackwell          |
| 2       | Thruxton          | 7 de abril     | 54                      | 204.768 km              | 1'05:00.83              | 188.912 km/h            | Mike Thackwell          | Christian Danner        | Emanuele Pirro          |
| 3       | Estoril           | 21 de abril    | 47                      | 204.45 km               | 1'12:44.424             | 168.640 km/h            | Mike Thackwell          | Mike Thackwell          | John Nielsen            |
|         | Nürburgring       | 28 de abril    | Cancelado devido à neve | Cancelado devido à neve | Cancelado devido à neve | Cancelado devido à neve | Cancelado devido à neve | Cancelado devido à neve | Cancelado devido à neve |
| 4       | Vallelunga        | 12 de maio     | 65                      | 208.0 km                | 1'15:14.83              | 165.53 km/h             | Mike Thackwell          | Emanuele Pirro          | Emanuele Pirro          |
| 5       | Pau               | 27 de maio     | 72                      | 198.72 km               | 1.30:28.63              | 131.781 km/h            | Emanuele Pirro          | Christian Danner        | Christian Danner        |
| 6       | Spa-Francorchamps | 2 de junho     | 29                      | 201.521 km              | 1'11:56.510             | 167.852 km/h            | Michel Ferté            | Mike Thackwell          | Mike Thackwell          |
| 7       | Dijon             | 30 de junho    | 55                      | 209.0 km                | 1'08:54.10              | 181.998 km/h            | John Nielsen            | Thierry Tassin          | Christian Danner        |
| 8       | Enna-Pergusa      | 28 de julho    | 40                      | 198.0 km                | 1'01:58.99              | 191,664 km/h            | Mike Thackwell          | Christian Danner        | Mike Thackwell          |
| 9       | Österreichring    | 17 de agosto   | 31                      | 184.202 km              | 0'53:56.114             | 204.915 km/h            | Christian Danner        | Mike Thackwell          | Ivan Capelli            |
| 10      | Zandvoort         | 24 de agosto   | 48                      | 204.096 km              | 1'15:19.023             | 162.589 km/h            | Christian Danner        | Christian Danner        | Christian Danner        |
| 11      | Donington Park    | 22 de setembro | 40                      | 160.920 km              | 0'59:17.83              | 160.954 km/h            | Mike Thackwell          | Ivan Capelli            | Christian Danner        |

### Pontuação
Pontuação atribuída do 1º ao 6º colocado.
| Posição | 1º | 2º | 3º | 4º | 5º | 6º |
| Pontos  | 9  | 6  | 4  | 3  | 2  | 1  |

## Classificação
| Pos. | Piloto                       | Chassi/Motor           | SIL | THR | EST | VAL | PAU | SPA | DIJ | PER | ZEL | ZAN | DON | Pts     |
| ---- | ---------------------------- | ---------------------- | --- | --- | --- | --- | --- | --- | --- | --- | --- | --- | --- | ------- |
| 1    | Christian Danner             | March 85B-Cosworth     | 4   | 6   | 9   | 3   | 1   | 3   | 1   | 3   | 16  | 1   | 1   | 51 (52) |
| 2    | Mike Thackwell               | Ralt RT20-Cosworth     | 1   | 2   | NC  | Ret | Ret | 1   | 2   | 1   | 9   | 2   | Ret | 45      |
| 3    | Emanuele Pirro               | March 85B-Cosworth     | 7   | 1   | 4   | 1   | 2   | Ret | Ret | 2   | 4   | 5   | Ret | 38      |
| 4    | John Nielsen                 | Ralt RT20-Cosworth     | 2   | NC  | 1   | 2   | Ret | Ret | 3   | Ret | 2   | 4   | 13  | 34      |
| 5    | Michel Ferté                 | March 85B-Cosworth     | 3   | 3   | 2   | Ret | Ret | Ret | 8   | Ret | Ret | Ret | 4   | 17      |
| 6    | Gabriele Tarquini            | March 85B-Cosworth     | 5   | 5   | 3   | Ret | NL  | 4   | 13  | 4   | 13  | Ret | Ret | 14      |
| 7    | Ivan Capelli                 | March 85B-Cosworth     |     |     |     | Ret |     | Ret | Ret | Ret | 1   | NL  | 3   | 13      |
| 8    | Philippe Streiff             | AGS JH20-Cosworth      | Ret | Ret | 10  | 5   | 5   | Ret | 9   | Ret | 5   | 3   | 5   | 12      |
| 9    | Alain Ferté                  | Lola T950-Cosworth     | 8   | 12  | 7   | Ret |     |     |     |     |     |     |     | 10      |
| 9    | Alain Ferté                  | March 85B-Cosworth     |     |     |     |     | Ret | 2   | 4   |     |     |     | 6   | 10      |
| 10   | Mario Hytten                 | Lola T950-Cosworth     | 9   | 10  | Ret | Ret |     |     |     |     |     |     |     | 8       |
| 10   | Mario Hytten                 | March 85B-Cosworth     |     |     |     |     | Ret | Ret | 12  | 5   | 10  | Ret | 2   | 8       |
| 11   | Lamberto Leoni               | Williams FW08-Cosworth | NC  | 16  |     | Ret | 3   | Ret | 15  |     |     |     |     | 8       |
| 11   | Lamberto Leoni               | March 85B-Cosworth     |     |     |     |     |     |     |     | Ret | 3   | 11  | 11  | 8       |
| 12   | Olivier Grouillard           | March 85B-Cosworth     |     | 8   | 6   | 4   | 4   | Ret | 7   | 8   | 8   |     |     | 7       |
| 13   | Guido Daccò                  | March 85B-Cosworth     |     |     |     |     | NL  | 5   | 5   | 6   | 12  | 6   | 7   | 6       |
| 14   | Tomas Kaiser                 | March 85B-Cosworth     | 10  | 4   | DSQ | 8   |     |     |     | Ret | 11  | 9   | 8   | 3       |
| 15   | Roberto Moreno               | Tyrrell 012-Cosworth   | 6   | Ret | 5   | 9   |     |     |     |     |     |     |     | 3       |
| 16   | Johnny Dumfries              | March 85B-Cosworth     | Ret | 7   | Ret | 6   |     |     |     |     |     |     |     | 1       |
| 16   | Johnny Dumfries              | Lola T950-Cosworth     |     |     |     |     |     |     | Ret | 10  |     |     |     | 1       |
| 17   | Thierry Tassin               | Williams FW08-Cosworth | NC  | 13  |     |     |     |     |     |     |     |     |     | 1       |
| 17   | Thierry Tassin               | March 85B-Cosworth     |     |     | Ret |     |     | Ret | Ret |     | 6   | 8   | Ret | 1       |
| 18   | Juan Manuel Fangio II        | Lola T950-Cosworth     |     | Ret | 11  | Ret | Ret | 6   |     |     |     |     |     | 1       |
| 18   | Juan Manuel Fangio II        | March 85B-Cosworth     |     |     |     |     |     |     | 14  | Ret |     |     |     | 1       |
| 19   | Philippe Alliot              | March 85B-Cosworth     |     |     |     |     |     |     | 6   |     |     |     |     | 1       |
| —    | Alessandro Santin            | March 85B-Cosworth     | Ret | 9   | Ret | Ret |     |     |     | 7   | 7   | 7   | 9   | 0       |
| —    | Roberto Del Castello         | March 85B-Cosworth     |     | 14  | 8   | 7   |     |     |     |     |     |     |     | 0       |
| —    | James Weaver                 | Lola T950-Cosworth     |     |     |     |     |     |     |     |     | 14  | 10  |     | 0       |
| —    | Slim Borgudd                 | Arrows A6              |     | NQ  |     | 10  |     | Ret |     |     |     |     | Ret | 0       |
| —    | Pascal Fabre                 | March 85B-Cosworth     |     |     |     |     |     |     |     |     |     |     | 10  | 0       |
| —    | Eric Lang                    | March 85B-Cosworth     |     | 11  |     |     |     |     |     |     |     |     | 12  | 0       |
| —    | Aldo Bertuzzi                | March 85B-Cosworth     |     |     |     |     |     |     | 11  |     |     |     |     | 0       |
| —    | Max Busslinger               | March 85B-Cosworth     |     |     |     |     |     |     |     |     | 15  | 12  |     | 0       |
| —    | Fulvio Ballabio              | Lola T950-Cosworth     |     |     |     |     |     |     |     |     |     |     | 14  | 0       |
| —    | Claudio Langes               | Tyrrell 012-Cosworth   | Ret | 15  |     |     |     |     |     |     |     |     |     | 0       |
| —    | Val Musetti                  | Lola T950-Cosworth     |     |     |     |     |     |     |     |     |     |     | 15  | 0       |
| —    | Stefano Livio                | March 85B-Cosworth     |     |     |     |     |     |     |     |     |     |     | 16  | 0       |
| —    | Fritz Glatz (Pierre Chauvet) | March 85B-Cosworth     | Ret |     |     |     |     |     |     |     |     | Ret |     | 0       |
| —    | Jean-Philippe Grand          | March 85B-Cosworth     |     |     |     |     | NL  | Ret |     |     |     |     |     | 0       |
| Pos. | Piloto                       | Chassi/Motor           | SIL | THR | EST | VAL | PAU | SPA | DIJ | PER | ZEL | ZAN | DON | Pts     |

| Cor      | Resultado            |
| -------- | -------------------- |
| Ouro     | Vencedor             |
| Prata    | 2º lugar             |
| Bronze   | 3º lugar             |
| Verde    | Terminou, nos pontos |
| Azul     | Terminou, sem pontos |
| Púrpura  | Retirou-se (Ret)     |
| Vermelho | Não qualificado (NQ) |
| Preto    | Desqualificado (DSQ) |
| Branco   | Não largou (NL)      |
| Sem cor  | Não participou (NP)  |
| Sem cor  | Lesionado (Les)      |
| Sem cor  | Excluído (EX)        |